# Pardosa aciculifera
Pardosa aciculifera este o specie de păianjeni din genul Pardosa, familia Lycosidae, descrisă de Chen, Song și Li în anul 2001. Conform Catalogue of Life specia Pardosa aciculifera nu are subspecii cunoscute.